# 2024年9月20日貝魯特空襲
當地時間2024年9月20日，以色列在黎巴嫩貝魯特的達希耶郊區哈雷特赫賴克發動空襲，摧毀一棟公寓樓。此次襲擊造成至少45人死亡，其中包括16名真主黨成員，兩名指揮官分別是易卜拉欣·阿吉爾和艾哈邁德·韋赫比。他們是繼福阿德·舒庫爾之後，在兩個月內被以色列暗殺的第二與第三名真主黨指揮官。
其他遇難者還有平民，至少包括3名兒童和7名婦女。此外，還有至少68人受傷。以色列表示，這次空襲的目標是真主黨拉德萬部隊指揮官，當時他們正在公寓樓內開會。此外，還有17人在此次襲擊後失蹤。

## 背景
自2023年底以色列—哈馬斯戰爭爆發以來，真主黨與以色列之間持續的跨境軍事交火，已迫使黎巴嫩與以色列的許多社區被迫撤離。
2024年9月17日，以色列安全內閣在空襲發生前幾小時宣佈新的戰爭目標：確保北部被迫撤離的居民安全返回家園。以色列國內安全機構辛貝特宣布，挫敗真主黨企圖用炸彈暗殺一名前高級國防官員的計劃。同日及次日，數千台真主黨在黎巴嫩和敘利亞使用的傳呼機及對講機在同步攻擊中爆炸。根據《紐約時報》報導，這些裝置是由以色列情報機構摩薩德製造的。真主黨官員稱這是自衝突爆發以來該組織遭遇的最大安全漏洞。

### 目標
易卜拉欣·阿吉爾是黎巴嫩真主黨的高層官員，亦是聖戰委員會成員，該委員會負責監督真主黨的軍事與安全行動。他擔任行動部門負責人，許多人將他視為真主黨的事實上參謀長。據信他也是拉德萬部隊的領導人，該部隊是真主黨的精英部隊。
在1980年代，阿吉爾是伊斯蘭聖戰組織的關鍵人物，該組織由真主黨運營，對1983年美國駐黎巴嫩大使館爆炸案和多國部隊基地的襲擊負責，分別造成63人和305人死亡。阿吉爾還在1980年代策劃美國和德國人質綁架事件。
2019年9月10日，美國國務院將他列為全球特別指定恐怖分子。在2023年4月18日，正義獎勵計畫提供高達700萬美元懸賞徵集他的相關信息。據報導指，他策劃一次真主黨在以色列北部的行動，該行動被認為與2023年哈馬斯襲擊以色列類似。

## 空襲
當地時間2024年9月20日下午15:45左右，位於貝魯特南郊達希耶哈雷特赫賴克的真主黨據點阿卡伊姆社區賈姆斯街遭到空襲。最初報導稱，真主黨副總書記納伊姆·卡西姆是這次襲擊的目標之一。黎巴嫩國家新聞社報導指，此次空襲由一架F-35戰機進行兩次轟炸。
這次襲擊導致至少45人喪生，包括3名兒童和7名婦女，另有68人受傷。現場影片顯示，目標建築遭到嚴重破壞，街道上滿是瓦礫與毀壞的車輛。以色列國防軍確認進行「精確打擊」，但國內前線指揮部的防禦指導方針沒有改變。空襲將該棟8層高、擁有16間公寓的建築物夷為平地，摧毀至地下室。另有一棟建築物在襲擊中倒塌。救援隊迅速展開搜救行動，目前仍有20人失蹤。
以色列國防軍表示，至少有10名真主黨指揮官在這次空襲中喪生，其中包括易卜拉欣·阿吉爾，當時他正參加位於建築物地下室的會議。真主黨隨後證實其15名成員在此次襲擊中遇難，其中包括阿吉爾和艾哈邁德·韋赫比。
阿吉爾和韋赫比被擊斃標誌著兩個月內以色列暗殺的第二和第三名真主黨高層，之前還有福阿德·舒庫爾也在此期間遭到以色列暗殺。

## 反應
- 黎巴嫩：總理納吉布·米卡提對此襲擊表示譴責，稱「這再次證明敵人以色列無視任何人道、法律或道德的考量[36]。」

- 美国：美國國家安全會議發言人約翰·柯比指出，他「未聽說以色列在對貝魯特進行襲擊前有任何通知」[36]。美國國家安全顧問傑克·蘇利文則表示，此次暗殺阿吉爾來說是正義的伸張，並強調：「任何殺害美國人的恐怖分子被繩之以法時，我們都認為這是好的結果[37]。」

- 哈馬斯：哈馬斯譴責這次空襲，稱其為「犯罪」，並警告以色列將為此付出代價[38]。

- 真主党：真主黨確認阿吉爾之死，並在聲明中稱他為「偉大的聖戰領袖」，補充說他在充滿聖戰、挑戰與勝利的一生後，「加入了偉大的烈士隊伍」[2]。同時，真主黨任命阿里·瑞達·阿巴斯接任拉德萬部隊的指揮官[39]。